# Dąbrowa Nowogardzka
Dąbrowa Nowogardzka – wieś sołecka w Polsce, położona w województwie zachodniopomorskim, w powiecie goleniowskim, w gminie Nowogard, położona nad strugą Dąbrzycą.
| SIMC    | Nazwa        | Rodzaj     |
| ------- | ------------ | ---------- |
| 0780050 | Ogorzele     | osada      |
| 0780067 | Olszyca      | przysiółek |
| 1009693 | Radziszewo   | przysiółek |
| 0780073 | Wierzchęcino | kolonia    |

W latach 1945-54 istniała gmina Dąbrowa Nowogardzka. W latach 1975–1998 miejscowość administracyjnie należała do województwa szczecińskiego.